# Хилл, Клинт (футболист)
Скотт Кли́нтон «Клинт» Хилл (англ. Clinton Scott "Clint" Hill; род. 19 октября 1978, Хайтон, Англия) — английский футболист, выступавший на позиции защитника, ныне ассистент главного тренера английского клуба «Стокпорт Каунти».

## Карьера
Воспитанник клуба «Транмир Роверс». Провел за родной клуб 140 игр и забил 16 голов. В 2002 году перешёл в «Олдем Атлетик». Сумма трансфера составила 220 тысяч фунтов стерлиногов. Там он задержался недолго, в игре против «Кристал Пэлас» сломал ногу и пропустил остаток сезона.
В 2003 году был продан в «Сток Сити» за 120 тысяч фунтов стерлиногов. Первый сезон Хилла в «Сток Сити» был вновь омрачён травмой и, ему пришлось лечиться вплоть до сезона 2003/04. Но, второй сезоне за «Сток Сити» оказался удачным и он даже стал лучшим игроком сезона 2004/05 в своём клубе по версии болельщиков. В сезоне 2006/07 не выдерживал конкуренции Хиггинботама и всё чаще оказывался на скамейки запасных.
В 2007 году на правах аренды перешёл в «Кристал Пэлас». После нескольких матчей «Кристал Пэлас» на выкупил права Хилла Клинта. Провёл там успешный сезон, чем и приглянулся селекционерам «Куинз Парк Рейнджерс». 1 июля 2010 года перешёл в «Куинз Парк Рейнджерс» на правах свободного агента. 1 февраля 2011 года забил первый гол за «КПР» в матче против «Портсмута».
В день открытия сезона 2011/12 был отправлен в аренду в «Ноттингем Форест». 20 сентября 2011 года подписал контракт с «Ноттингем Форест» на 3-х месячный срок. Хилл провёл за «Ноттингем Форест» 5 матчей. После травм Коннолли и Гэббидона «КПР» отозвал Хилла из аренды.

## Достижения

### «Куинз Парк Рейнджерс»
- Чемпионат Футбольной лиги Англии: 2011/12 (1 место, выход в Премьер-лигу).